# Mangalvedhe
Mangalvedhe is een nagar panchayat (plaats) in het district Solapur van de Indiase staat Maharashtra. 

## Demografie
Volgens de Indiase volkstelling van 2001 wonen er 21.694 mensen in Mangalvedhe, waarvan 52% mannelijk en 48% vrouwelijk is. De plaats heeft een alfabetiseringsgraad van 68%. 